# Équipe cycliste Specialized Designs for Women
Team Specialized Designs For Women est une équipe cycliste professionnelle féminine basée à Zurich en Suisse. Elle a été créée en 2002 et est devenue UCI en 2007. Elle était dirigée par Roger Rüegg et disparaît en 2008. Elle a notamment eu pour membre Emma Pooley.

## Classements UCI
Ce tableau présente les places de l'équipe Team Specialized Designs For Women au classement de l'Union cycliste internationale en fin de saison, ainsi que ses meilleures coureuses au classement individuel.
| Année | Classement par équipes | Meilleure coureuse au classement individuel |
| 2007  | 19e                    | Emma Pooley (22e)                           |
| 2008  | 12e                    | Emma Pooley (5e)                            |

## Encadrement
Le directeur de l'équipe et son représentant auprès de l'UCI en 2007 et 2008 est Roger Rüegg. Il est assisté les deux années de Patrick Banfi et en 2008 d'Ernst Meier.

## Partenaires
Le principal partenaire de l'équipe est le fabricant de cycles Specialized. Il fournit également l'équipement.

## Specialized Designs For Women en 2008

### Arrivées et départs
| Arrivées         | Équipe 2007         |
| ---------------- | ------------------- |
| Monika Furrer    | Bigla               |
| Karina Hegelund  | Néo-professionnelle |
| Tanja Hennes     | Bigla               |
| Andrea Knecht    | Bigla               |
| Kirsten La Sasso | Lipton              |
| Lee Min-hye      |                     |

| Départs              | Équipe 2008 |
| -------------------- | ----------- |
| Catrine Josefsson    |             |
| Nicole Käser         |             |
| Katrin Leumann       |             |
| Rosmarie Mayer       |             |
| Fabienne Wolfsberger |             |

### Effectif
| Cycliste.           | Date de naissance | Nationalité  | Équipe 2007                   |  |
| ------------------- | ----------------- | ------------ | ----------------------------- |  |
| Daniela Della Torre | 3 mars 1986       | Suisse       | Specialized Designs For Women |  |
| Monika Furrer       | 6 août 1985       | Suisse       | Bigla                         |  |
| Sarah Grab          | 13 juillet 1979   | Suisse       | Specialized Designs For Women |  |
| Mirjam Hauser-Senn  | 9 septembre 1980  | Suisse       | Specialized Designs For Women |  |
| Karina Hegelund     | 1er juin 1989     | Danemark     | Néo-professionnelle           |  |
| Tanja Hennes        | 30 juin 1971      | Allemagne    | Bigla                         |  |
| Andrea Knecht       | 20 octobre 1983   | Suisse       | Bigla                         |  |
| Kirsten La Sasso    | 19 août 1975      | États-Unis   | Lipton                        |  |
| Lee Min-hye         | 11 octobre 1985   | Corée du Sud |                               |  |
| Emma Pooley         | 3 octobre 1982    | Royaume-Uni  | Specialized Designs For Women |  |
| Larssyn Rüegg       | 8 mai 1985        | États-Unis   | Specialized Designs For Women |  |
| Birgit Söllner      | 27 août 1973      | Allemagne    | Specialized Designs For Women |  |

### Victoires
| Date         | Course                                   | Pays   | Classe | Vainqueur   |
| ------------ | ---------------------------------------- | ------ | ------ | ----------- |
| 24 mars      | Trofeo Alfredo Binda-Comune di Cittiglio | Italie | CDM    | Emma Pooley |
| 19 juillet   | 3e étape du Tour de Bretagne             | France | 2.2    | Emma Pooley |
| 20 juillet   | 4e étape secteur a du Tour de Bretagne   | France | 2.2    | Emma Pooley |
| 20 juillet   | Tour de Bretagne                         | France | 2.2    | Emma Pooley |
| 11 septembre | 4e étape du Tour de l'Ardèche            | France | 2.2    | Emma Pooley |

### Classement UCI
| Rang | Coureur            | Points |
| ---- | ------------------ | ------ |
| 15   | Emma Pooley        | 367    |
| 146  | Tanja Hennes       | 27     |
| 221  | Mirjam Hauser-Senn | 11     |
| 254  | Sarah Grab         | 8      |
| 288  | Kirsten La Sasso   | 7      |
| 364  | Monika Furrer      | 3      |

### Dissolution de l'équipe
| Arrivées | Équipe 2008 |
| -------- | ----------- |

| Départs             | Équipe 2009      |
| ------------------- | ---------------- |
| Daniela Della Torre |                  |
| Monika Furrer       |                  |
| Sarah Grab          |                  |
| Mirjam Hauser-Senn  |                  |
| Karina Hegelund     |                  |
| Tanja Hennes        |                  |
| Andrea Knecht       |                  |
| Kirsten La Sasso    |                  |
| Lee Min-hye         |                  |
| Emma Pooley         | Cervélo TestTeam |
| Larssyn Rüegg       |                  |
| Birgit Söllner      |                  |

## Specialized Designs For Women en 2007

### Effectif
| Cycliste.            | Date de naissance | Nationalité | Équipe 2006  |  |
| -------------------- | ----------------- | ----------- | ------------ |  |
| Daniela Della Torre  | 3 mars 1986       | Suisse      |              |  |
| Sarah Grab           | 13 juillet 1979   | Suisse      |              |  |
| Mirjam Hauser-Senn   | 9 septembre 1980  | Suisse      |              |  |
| Catrine Josefsson    | 18 février 1986   | Suède       |              |  |
| Nicole Käser         | 14 avril 1982     | Suisse      |              |  |
| Katrin Leumann       | 8 février 1982    | Suisse      |              |  |
| Rosmarie Mayer       | 18 septembre 1978 | Allemagne   |              |  |
| Emma Pooley          | 3 octobre 1982    | Royaume-Uni | Fat Birds UK |  |
| Larssyn Rüegg        | 8 mai 1985        | États-Unis  |              |  |
| Birgit Söllner       | 27 août 1973      | Allemagne   |              |  |
| Fabienne Wolfsberger | 2 août 1985       | Suisse      |              |  |

### Victoires

#### Sur route
| Date       | Course                       | Pays      | Classe | Vainqueur   |
| ---------- | ---------------------------- | --------- | ------ | ----------- |
| 26 juillet | 3e étape du Tour de Thuringe | Allemagne | 2.1    | Emma Pooley |

#### En cyclo-cross
| Date        | Course                                | Pays   | Classe | Vainqueur      |
| ----------- | ------------------------------------- | ------ | ------ | -------------- |
| 7 janvier   | Championnats de Suisse de cyclo-cross | Suisse | CN     | Katrin Leumann |
| 28 octobre  | Cyclo-cross de Steinmauer             | Suisse | C2     | Katrin Leumann |
| 26 décembre | Cyclo-cross de Dagmersellen           | Suisse | C2     | Katrin Leumann |

### Classement UCI
| Rang | Coureur        | Points |
| ---- | -------------- | ------ |
| 22   | Emma Pooley    | 246    |
| 298  | Birgit Söllner | 6      |